# Триплатиналантан
Триплатиналантан — бинарное неорганическое соединение платины и лантана с формулой LaPt3, кристаллы. В некоторых работах утверждается, что соединения данного состава не существует.

## Получение
- Сплавление стехиометрических количеств чистых веществ:

{\displaystyle {\mathsf {3Pt+La\ {\xrightarrow {1820^{o}C}}\ LaPt_{3}}}}

## Физические свойства
Триплатиналантан образует кристаллы кубической сингонии, пространственная группа P m3m, параметры ячейки a = 0,40745 нм, Z = 1, структура типа тримедьзолота AuCu3.
Соединение образуется по перитектической реакции при температуре ≈1820 °С.